# Теракт в Касабланке
Теракт в Касабланке в 2003 году, широко известные как 16 мая  — серия скоординированных терактов, совершенные салафитскими джихадистами 16 мая 2003 года в Касабланке, Марокко . Двенадцать террористов, лояльных организации «Салафия Джихадия», взорвали бомбы, спрятанные в рюкзаках, в ресторане Casa de España simple, места возле бельгийского консульства и старого еврейского кладбища. Эти атаки, ответственность за которые впоследствии взяла на себя «Аль-Каида», стали самыми смертоносными террористическими атаками в истории Марокко: в результате погибло 45 человек (33 жертвы и 12 террористов-смертников) и не менее 100 получили ранения.
Из первоначальной команды в составе 15 человек трое отказались от своих планов на месте и позднее были арестованы. Нападения произошли на фоне роста активности салафитских проповедников, критикующих марокканское правительство; многие из проповедников были ветеранами советско-афганской войны .
Допрос выживших джихадистов привел к лидеру террористической ячейки Абдельхаку Бентасиру, который потребовал, чтобы члены ячейки принесли ему клятву верности. Позднее Бентасир скончался под стражей при невыясненных обстоятельствах. Власти провели в стране судебную чистку салафитов: 2112 экстремистам были предъявлены обвинения, в результате чего было вынесено 903 обвинительных приговора и 12 смертных приговоров .
Сразу после атак был подписан жесткий закон о борьбе с терроризмом, который сравнивали с Законом о патриотизме. Атаки пролили свет на состояние трущоб в стране, и в следующем году была объявлена правительственная инициатива по борьбе с трущобами. Трущобы Сиди Мумен были полностью разрушены после серии нападений в 2007 году .

## Предыстория

### Салафитский джихадизм в Марокко

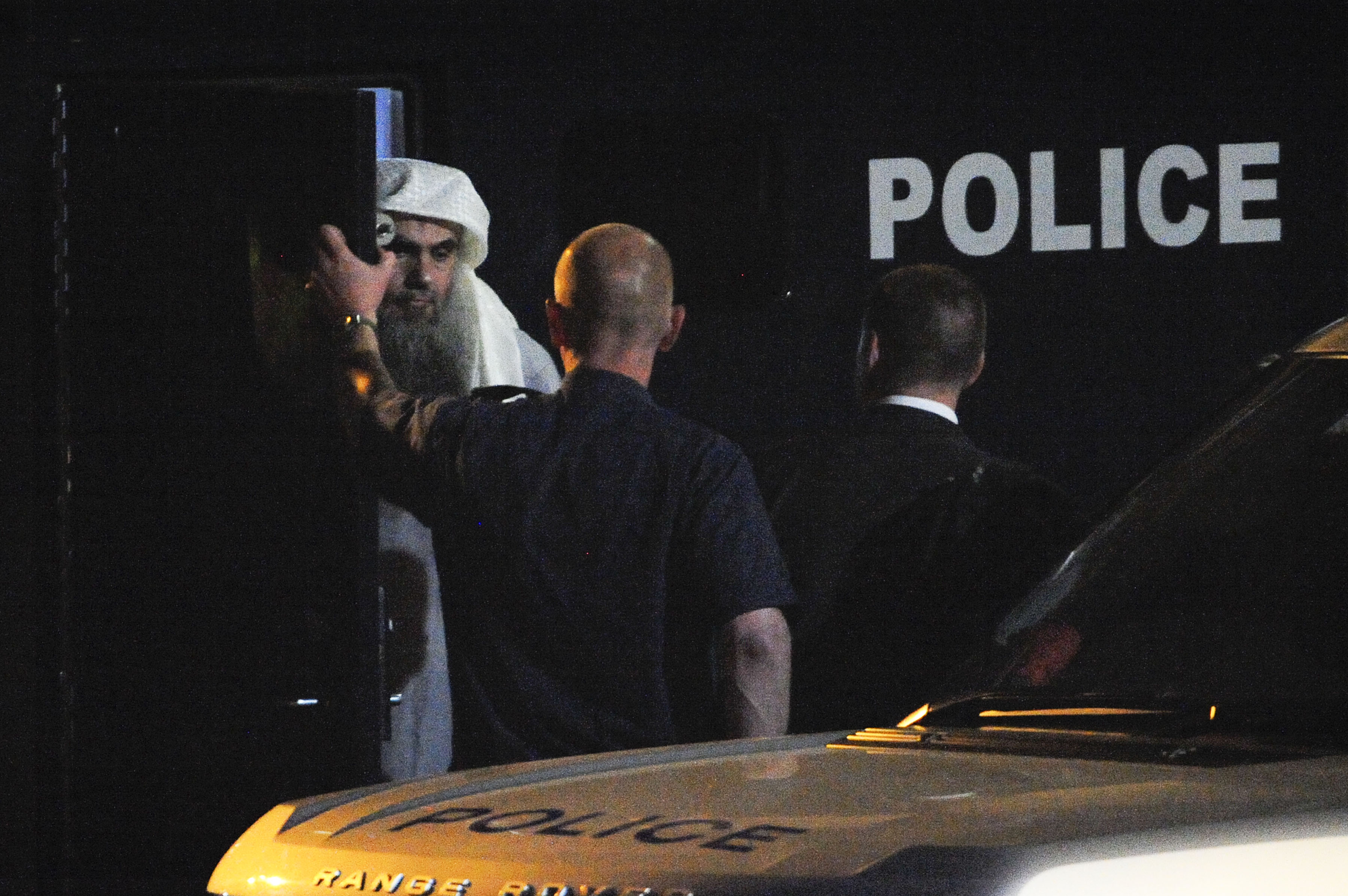
Салафитский джихадист Абу Катада аль-Филистини, изображенный во время его депортации из Великобритании в 2013 году, был причастен к созданию GICM.

Стремясь расширить свое влияние на Марокко, салафитская джихадисткая группировка ЛИБГ (Ливийская исламская боевая группа) создала Марокканское исламское движение (МИД) и опубликовала два выпуска фэнзина под названием «Сада аль-Магриб», который распространялся в Дании, Италии и Бельгии. В 1997 году МИД была преобразована в салафитскую джихадисткую группировку Марокканская исламская боевая группа (МИБГ) и опубликовала девять пресс-релизов в газете «Аль-Ансар», медиа-филиале Вооруженной исламской группы Алжира (ВИГ). Год спустя аль-Либи отправил ливийского представителя в Марокко, чтобы проверить, «готово» ли марокканское общество .
В начале 2001 года, после отъезда представителя, Усама бен Ладен приказал аль-Либи перевести всех оставшихся высокопоставленных марокканских членов ЛИБГ в GICM, поскольку GICM был официальным ретранслятором «Аль-Каиды» в Марокко. В Баграме был открыт тренировочный лагерь для членов GICM, а в Кабуле — гостевой дом для членов GICM, которым руководит Саад Хуссаини. После битвы при Тора-Бора, произошедшей сразу после атак 11 сентября, большинство членов GICM в Афганистане вернулись в Марокко, включая будущих радикальных проповедников, которые оказали идеологическое влияние на террористов в Касабланке. Члены GICM, вернувшиеся из Афганистана, были названы DST «афганцами».
В мае 2002 года DST арестовало трех саудовских членов «Аль-Каиды»: Зухайра Хилала Мохамеда аль-Тубайти, Хилала Джабера Авада аль-Ассири и Абдуллу Мусафера Али аль-Гамди. Они планировали атаковать корабли, принадлежащие британским ВМС, в Гибралтарском проливе и были в контакте с Абд аль-Рахимом аль-Нашири, вдохновителем бомбардировки USS Cole . В феврале 2003 года их приговорили к десяти годам лишения свободы.

### Салафия Джихадия и Ас-Сират аль-Мустаким
В конце 1990-х годов последователь радикального салафитского проповедника по имени Юсеф Фикри, известный в СМИ как «эмир крови», провозгласил себя «эмиром» и основал ответвление «ас-Сират аль-Мустаким». Группа Фикри, известная как Джамаат ас-Сират аль-Мустаким, были названы властями под общим названием Салафия Джихадия .    Фикри вместе с примерно тридцатью сообщниками руководил серией из шести убийств и 154 нападений по всей стране, в основном на проституток. Заместитель Фикри, Мохамед Дамир, был видной фигурой в районе и считался общественным лидером.
Салафия Джихадия также совершала угоны автомобилей и грабежи, ограбив офис электроэнергетической компании в 2001 году, а также кражи со взломом вилл в Айн-Диабе .    Фикри оправдывал свой преступный разгул как «нравственную кампанию, в которой процветали разврат и проституция», и что его действия изначально «проводились мирно и с успехом». Он утверждал, что начал свой преступный разгул только после того, как «его действия были настолько успешными, что полиция начала преследовать нас» .
В 1999 году двое членов «Салафии Джихадия» и друзья Фикри убили в Надоре своего соседа по комнате, которого власти опознали по имени Мохамед. Сообщается, что Фикри был мотивирован «марксистскими тенденциями» Мохамеда .    10 сентября 2001 года трое членов «Салафии Джихадия» столкнулись с нотариусом Абдельазизом Ассади и тремя женщинами в Надоре .   Группа выдавала себя за полицейских, а Ассади выдавал себя за королевского прокурора. Узнав об этом, они взяли Ассади и трех женщин в заложники, а затем убили Ассади и сбросили его тело в колодец .
Фикри был арестован в Надоре за год до терактов, в январе 2002 года. Он признался во всех шести убийствах, а также в нападениях; его признания привели к выдаче ордеров на арест пяти марокканцев, воевавших в Афганистане. В октябре 2002 года был выдан ордер на арест Мохамеда Дамира в Хай Мохаммади, когда его зять Рабии Айт Уззу вонзил меч в полицейского, после чего Айт Уззу получил девять выстрелов и скончался от полученных ранений. Во время ареста в Дамира выстрелили восемь раз, но он выжил .  Узнав о ячейке Фикри, тогдашний директор территориального надзора Хамиду Лаанигри, как сообщается, заявил, что «Салафия Джихадия — это наша ВИГ» .

### Планирование
По данным властей, террористы были лояльны группировке «Салафия Джихадия». Все джихадисты были выходцами из трущоб Сиди Мумена, включая первого радикализированного террориста, 24-летнего ночного охранника Мохамеда Омари. Он был членом деобандийской организации «Таблиги Джамаат» . В 1996 году Омари познакомился с радикальным проповедником Закарией Милуди и присоединился к «ас-Сират аль-Мустаким» после посещения его лекций.  Милуди и Омари позже поссорились после того, как Омари присвоил средства, собранные на строительство мечети.
Следователи полагают, что Бентассир был «единственным связующим звеном» между вдохновителями «Салафии Джихадии» и террористами. Он регулярно навещал будущих террористов и давал им уроки терроризма. Буликдан отправил двух начинающих террористов-смертников, 22-летнего Адиля Тайю и 27-летнего Мохамеда Мханни, найти инструкции по изготовлению бомб в интернет-кафе . Группа, которая передала текст Бентасиру, не смогла понять его на английском языке. Бентасир консультировался с «вышестоящими лицами» относительно документа, которыми, по мнению следователей, были Саад Хуссаини и основатель GICM Карим Эль Меджати, оба были ветеранами-изготовителями бомб во время войны в Афганистане . Другому члену ячейки, 22-летнему Мохамеду Хассуне, также было поручено загрузить из Интернета инструкции по изготовлению бомб и перевести их с английского на арабский язык.

### Профиль террористов
Все 12 террористов-смертников были выходцами из трущоб Сиди Мумен, 9 из которых — из района Карьер Томас, средний возраст составлял 25 лет, и многие из них никогда не получали высшего образования . Их наняли через друзей, коллег или членов семьи, и они были низкооплачиваемыми рабочими или безработными .

## Взрывы

### Атаки

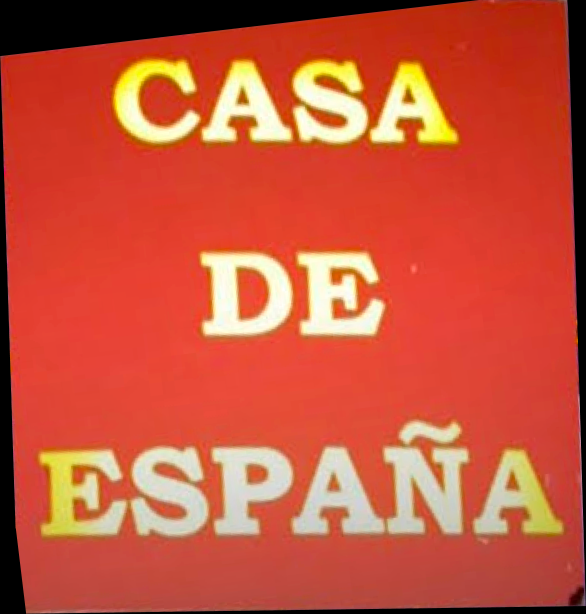
Целью террористов стал ресторан Casa de España (вывеска на фото), где погибли 22 человека.

16 мая 2003 г. в 8:45 В 12:00 ресторан Casa de España подвергся нападению 4 джихадистов во время организованной в ресторане игры в бинго . Охранник попытался остановить группу, но один из террористов выхватил нож и перерезал охраннику горло. Оказавшись внутри ресторана, один из джихадистов бросил самодельную гранату под стол. Двое террористов расположились на расстоянии около 15 метров друг от друга и одновременно привели в действие свои бомбы. Свидетель утверждал, что джихадисты, помимо бомб в рюкзаках, также носили жилеты со взрывчаткой . 

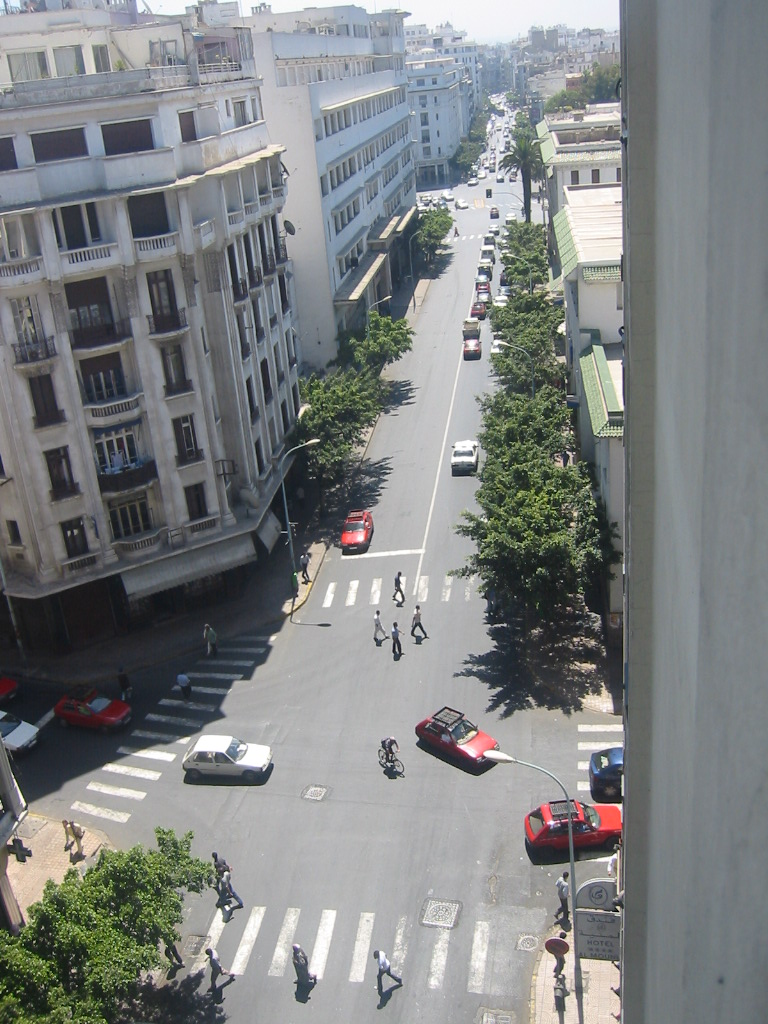
Бульвар де Пари, где произошло большинство взрывов, фото 2005 года

Террористами джихадистами в Casa de España были 32-летний Юсеф Каутари, 27-летний Мохамед Лаарусси и 32-летний Саид Абид .     Другой террорист, 22-летний Мохамед Эль Арбауи, убежал с места преступления, а затем взорвал себя, будучи схваченным сотрудниками полиции .   В результате нападения на Casa de España погибли 22 человека, в том числе четыре гражданина Испании, четыре гражданина Франции и один итальянец .    Голова одного из террористов, Мохамеда Хассуны, была найдена в 40 метрах от ресторана .

### Жертвы
| Страна  | Число |
| ------- | ----- |
| Марокко | 25    |
| Испания | 4     |
| Франция | 4     |
| Италия  | 1     |

Более 100 человек получили ранения, 14 из которых получили опасные для жизни травмы; по меньшей мере 97 раненых были мусульманами. Девять из погибших были европейцами, остальные — марокканцами, одна из жертв была французом марокканского происхождения .   Несмотря на то, что террористы в первую очередь намеревались нападать на евреев, ни одна из жертв не была евреем, поскольку нападение произошло во время Шаббата.

## Расследование и судебные разбирательства

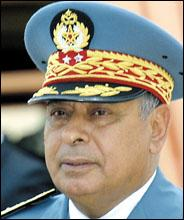
Генерал Хамиду Лаанигри, тогдашний директор территориального надзора, руководил расследованием нападений.

Расследование нападений проводилось Национальной бригадой судебной полиции (BNPJ) Главного управления национальной безопасности, Королевской жандармерией и Управлением территориального надзора (DST) под руководством Хамиду Лаанигри .   Атаки привели к масштабному расследованию деятельности радикальных джихадистких кругов. В ходе расследования нападений было арестовано более 5200 подозреваемых, а власти допросили около 11 000 человек.
Следователи установили, что террористическая ячейка была частью организации «Салафия Джихадья» — термин, используемый марокканским правительством для обозначения Марокканской исламской боевой группы (GICM), группы, связанной с «Аль-Каидой» . Сообщается, что нападение было заказано Абу Мусабом аль-Заркави, который финансировал террористическую ячейку на сумму от 50 000 до 70 000 долларов под эгидой Джамаат ат-Таухид валь-Джихад .  Саад бен Ладен подозревался в прямом участии в взрывах, несмотря на то, что находился под домашним арестом в Иране .   21 июня «Аль-Каида» официально взяла на себя ответственность за атаки в Касабланке и Эр-Рияде, опубликовав видео.
В декабре 2004 года член GICM Хассан Эль Хаски, которому в Испании были предъявлены обвинения в организации терактов в Мадриде в 2004 году, был допрошен по поводу его связей с терактами в Касабланке и подозревался в содействии их планированию. 19 марта 2004 года бельгийская полиция арестовала подозреваемого, разыскиваемого марокканским правительством в связи со взрывами.
7 марта 2007 года изготовитель бомб Саад Хуссейни, который также был в списке, был арестован GIGR в интернет-кафе недалеко от Сиди-Мааруфа после того, как DST отследила GSM- пакет для телефонного номера, принадлежащего Хуссейни, до интернет-кафе.

### Судебные решения

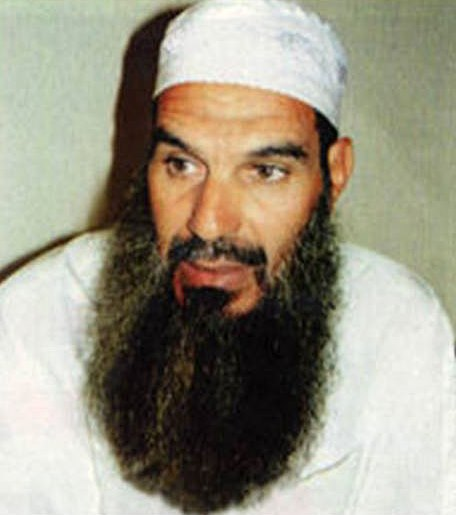
Салафитский идеолог Мухаммед Физази был приговорен к 30 годам лишения свободы за идеологическое влияние на нападавших. В 2011 году он получил помилование от короля.

Атаки привели к судебной чистке против «Салафии Джихадии», а министр юстиции Мохамед Бузуба в 2004 году объявил, что против экстремистов было вынесено 2112 обвинительных заключений, в результате чего было вынесено 903 обвинительных приговора и 13 смертных приговоров. Власти также выдали ордера на арест 50 марокканцев и 12 иностранных граждан.
26 мая 2003 года, через десять дней после нападений, прокурор направил Мохамеда Омари, Рашида Джалиля и Ясина Ланеча к следственному судье . Четыре дня спустя прокурор передал еще восемь подозреваемых. Омари, Джалилю, Ланечу и Хасану Таусси были предъявлены обвинения вместе с пятьюдесятью двумя подсудимыми в «создании преступного сообщества, подрыве внутренней безопасности государства, саботаже, преднамеренном убийстве и нанесении ущерба, повлекшего за собой травмы и постоянную инвалидность».
Радикальный проповедник Закария Милуди, лидер «Ас-Сират аль-Мустаким», был приговорен к пожизненному заключению. Салафитские проповедники Физази, Абделькрим Чадли, Хассан Кеттани и Омар Хаддучи были приговорены к тридцати годам тюремного заключения за предполагаемое идеологическое влияние на нападавших .
Эти атаки стали самыми смертоносными террористическими атаками в истории Марокко .  Атаки немедленно создали атмосферу, которую можно охарактеризовать как массовый психоз по всей Касабланке, и вызвали шок по всей стране, при этом в последующие дни в городе участились автокатастрофы.  Атаки произошли через четыре дня после взрывов в Эр-Рияде и были осуждены многими мировыми лидерами. В ответ на атаки в Эр-Рияде и Касабланке Министерство внутренней безопасности США повысило уровень террористической угрозы до «оранжевого».

### Последствия
Через 9 дней после атак в Касабланке прошла масштабная демонстрация с плакатами «Нет терроризму» и «Не трогайте мою страну» .    Семьям погибших правительство выплатило компенсацию в размере 500 000 дирхамов .  Атаки привели к усилению внимания служб безопасности к радикальному терроризму: с 2002 по 2021 год власти ликвидировали 2000 ячеек и арестовали 3500 человек по обвинениям, связанным с терроризмом .